# Pier Dionigi Pinelli
Pour les articles homonymes, voir Pinelli.
Pier Dionigi Pinelli, né à Turin (alors dans l'Empire français) le 25 mai 1804 et mort dans la même ville le 22 avril 1852, est un homme politique italien. Il est président de la chambre des députés du royaume de Sardaigne sous Victor-Emmanuel II.

## Biographie
Né à Turin le 25 mai 1804, Pier Dionigi Pinelli est le troisième enfant (et deuxième fils) de Lodovico Pinelli et d'Angela Carelli. Avocat et spécialiste de l'agriculture, il collabore aux Annales de jurisprudence et édite Il Carroccio, l'organe de l'association agraire de Casale Monferrato. En 1846, il publie un projet proposant une grande association italienne pour la mise en valeur des terres incultes de la péninsule.
Après la révolution de 1848 et l'octroi du Statut albertin par le roi Charles-Albert de Savoie au royaume de Sardaigne, Pier Dionigi Pinelli s'engage en politique et est élu député au Parlement subalpin. Nommé ministre de l'Intérieur le 15 août 1848 dans le gouvernement de Cesare Alfieri di Sostegno, puis le 27 mars 1849 dans celui de Claudio Gabriele de Launay, immédiatement après la défaite piémontaise de Novare et l'abdication du roi en faveur de son fils Victor-Emmanuel II. Il se montre inflexible à l'intérieur, participant à la répression des émeutes génoises d' avril 1849. Le gouvernement devenant très impopulaire en raison de son autoritarisme, Pinelli recommande au roi son ami Vincenzo Gioberti comme président du conseil . Des divergences politiques poussent Pinelli à prendre ses distances avec Gioberti. Le roi choisit Massimo d'Azeglio, qui, une fois en poste, le maintint au ministère de l'Intérieur jusqu'au 20 octobre 1849, date à laquelle il le force à démissionner afin de faciliter les relations avec l'aile démocratique du Parlement, le remplaçant par Giovanni Filippo Galvagno. Pier Dionigi Pinelli mène d'autres activités politiques et diplomatiques, comme lorsqu'en 1850 il se rend à Rome pour rencontrer le pape Pie IX afin de rechercher un accord sur la question des lois Siccardi, qui viennent d'entrer en vigueur et abolissent les privilèges du clergé piémontais.
Du 20 décembre 1849 au 22 avril 1852, il est président de la Chambre des députés et meurt durant son mandat le 22 avril 1852. Il est remplacé à la présidence par Urbano Rattazzi,.
Pier Dionigi Pinelli  est enterré au cimetière monumental de Turin.